# Ines Giganti Curella
Ines Curella née Giganti à Licata le 6 octobre 1914, morte le 25 juin 1982, est une femme politique et dirigeante d'entreprise italienne.
Députée régionale sicilienne sous l'étiquette de la Démocratie chrétienne, elle est la première italienne à diriger une banque lorsqu'elle préside la Banca Popolare Sant'Angelo entre 1955 et 1961.

## Biographie
Étudiante à Rome, elle est docteure en philologie classique à l'Université de Florence, Ines Giganti Curella revient à Licata où elle est née, et enseigne les lettres au lycée classique Vincenzo-Linares de la ville à partir de 1938.
Elle rencontre Angelo Curella, fondateur de la Banca Popolare Sant'Angelo en 1920 à Licata et podestat de la commune, qu'elle épouse le 31 octobre 1940. De quinze ans plus âgé, veuf d'un premier mariage dont est issue une fille, il a avec elle sept enfants.
Elle s'engage dans la vie publique comme dirigeante de la Fédération des universitaires catholiques italiens et dans les rangs de la Démocratie chrétienne. Soutenue par l'évêque d'Agrigente Giovanni Battista Peruzzo et les organisations féminines catholiques lors des premières élections régionales siciliennes en 1947, elle est l'une des trois femmes élues à l'Assemblée régionale. Lors de cette première législature, elle s'exprime sur les questions sociales et lors des discussions de la loi de réforme agraire. Son engagement lui vaut le surnom de « démocrate-chrétienne du PCI » même si elle s'oppose vigoureusement à la gauche lors des débats parlementaires régionaux.
Elle ne se représente pas au scrutin suivant (peut-être à cause des ambitions électorales de son mari) et elle est élue en 1952 au conseil municipal de Licata dont elle devient la première femme maire. Elle obtient notamment la construction de l’aqueduc des Tre Sorgenti pour alimenter la ville en eau potable.
Poursuivant son engagement dans l'action sociale, elle est également conseillère provinciale d'Agrigente de 1960 à 1961, chargée de l'instruction publique.
À la suite de son mari, elle préside la Banca Popolare Sant'Angelo de 1955 à 1961. Elle en constitue le caractère local et mutualiste et amorce une politique de développement à l'échelle régionale, avant de laisser la direction à son fils.
Elle échoue à être élue au Sénat lors des élections générales italiennes de 1963.

## Honneurs
- 1954 : Commandeur de l'Ordre du Mérite de la République italienne[2]
- A Licata, une rue et l'Institut technique des géomètres portent son nom[2].